# Rho Bootis
Désignations
Rho Bootis (ρ Boo / ρ Bootis) est une étoile de la constellation du Bouvier. Sa magnitude apparente est de +3,59. Elle est située à environ 164 années-lumière de la Terre. 
ρ Bootis est une géante orange de type spectral K3-III. Elle possède un compagnon optique, désigné ρ Bootis B, qui est une étoile de magnitude 11,5 située à un angle de position de 343° et à une distance angulaire de 33,8 secondes d'arc en date de 2017.
En astronomie chinoise, cette étoile fait partie de l'astérisme Genghe représentant un bouclier protégeant le roi céleste Dajiao (α Bootis/Arcturus).